# Moviment Socialista de Catalunya
|  | No s'ha de confondre amb Horitzó Socialista. |

El Moviment Socialista de Catalunya (MSC) fou un partit polític socialista català, fundat simultàniament a Tolosa de Llenguadoc, Mèxic i, clandestinament, a Catalunya pel gener del 1945, considerada hereva del Front de la Llibertat. S'hi aplegaren membres del Partit Obrer d'Unificació Marxista (POUM) (Jordi Arquer i Saltor), de l'antiga Unió Socialista de Catalunya (Manuel Serra i Moret), que eren disconformes amb l'adopció del comunisme pel PSUC, alguns militants d'Esquerra Republicana de Catalunya i de la CNT i, a l'interior, un grup d'estudiants laboristes de la Universitat de Barcelona.
Els dirigents fundadors foren Josep Rovira i Canals, antic militant del POUM, Manuel Serra i Moret (USC), Enric Brufau i Joan Aleu. L'òrgan del partit fou Endavant (1945-1968), editat a França i dirigit per Josep Pallach i Carolà. Cap al 1947 començà a constituir-se a l'interior i participà en la vaga de tramvies del 1951. Fins al 1952 formà part del Consell Nacional de la Democràcia Catalana i, tot i que era minoritari a l'interior, va intentar mantenir la presència política a Catalunya del socialisme no comunista. El 13 de novembre de 1958 foren detinguts 16 militants quan intentaven mantenir contactes amb el PSOE i la UGT: Pere Ruiz i Borràs, Salvador Clop i Urpí, Francesc Casares i Potau, Joan Reventós i Carner, Joan Rion, Edmon Vallès i Perdrix, Antoni Ferrer, Marià Solanas, Francesc Sánchez, Sebastià Padrós, Miquel Casablancas, Lluís Torras, Joan Garcia, Francesc Massanès, Francisco Ureña i Carles Sampons.
El 1968 es va dividir en dos corrents diferenciats ideològicament. Un d'ells, dirigit per Joan Reventós i Carner, cap a l'interior i que havia ingressat al partit el 1949, va promoure el 1974 l'anomenada Convergència Socialista de Catalunya, la qual, juntament amb altres grups, desembocà en el Partit Socialista de Catalunya-Congrés, d'ideologia marxista no leninista; el corrent de Josep Pallach i Carolà, cap a l'exterior, de caràcter socialdemòcrata, es constituí en l'anomenat Reagrupament Socialista i Democràtic de Catalunya, que el 1976 adoptà el nom de Partit Socialista de Catalunya-Reagrupament.